# AN/APG-79
AN/APG-79는 APG-65 계열의 후기형 AESA 레이다다. FA-18 시리즈의 후기형에 해당하는 FA-18EF 전투기에 탑재된다.

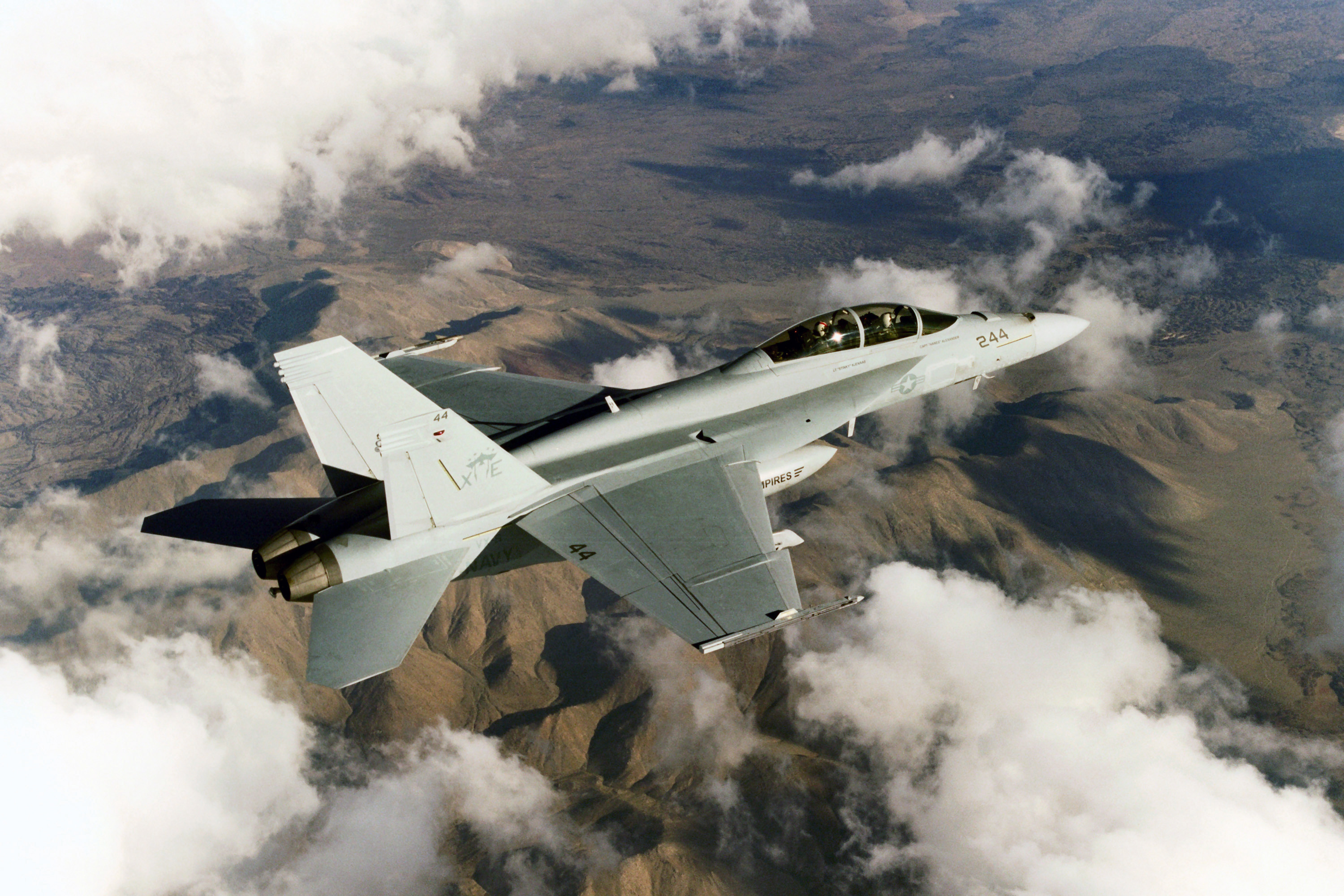
AESA 레이다를 탑재한 FA-18 슈퍼 호넷 VX-9의 모습이다.

## 역사
AN/APG-79는 AN/APG-65의 개량형으로 개발된 AN/APG-73를 AESA화 한 것으로, 약 1,100 개의 갈륨 비소(GaAs)제 T / R 모듈을 갖추고있다. 프런트 어레이 부는 적의 레이다 전파를 정면으로 돌려 보내는 것을 막기 위해, 안테나는 대각선 방향으로 부착하고있다.
AN/APG-79는 전자 주사 식이므로 즉시 조사 방향을 바꿀 수 있으며, 동시에 다수의 목표를 향해 AIM-120 AMRAAM 을 발사 할 수 있으며, 공대공·공대지 모드를 동시 사용도 가능하다. 또한 라팔 등의 RCS가 작은 목표와 공대공 미사일 도 높은 탐지 능력을 가지고 높은 ECCM 능력도 갖추고있다.
동작 모드로는 리얼 빔 맵핑 합성 개구 레이다,공대공 수색/추적, 해면 수색, 지상 이동 목표 식별,수색 중 추적 등의 모드를 갖추고있다. 또한 인터리브 기능도 가지고 있으며, F/A-18F의 경우, 독립적으로 다른 모드의 운용을 할 수 있다.
AN/APG-79는 고출력 마이크로파를 이용한 간이적인 ECM을 할 수 있는 점이 특징이다. 또한 COTS의 도입으로 비용 절감이 되었다.
파생 형으로 F/A-18C/D 호넷의 업그레이드 용으로 크기를 소형화 한 AN/APG-79(V)X 가 있고, 2015년 1월 12일 비행 시험이 이루어졌다.

## 보유국
- 미국 - 300

## AN/APG-79의 성능
AESA 레이다로서 뛰어난 성능과 멀리 떨어진 적기를 탐지하는 능력을 갖추고 있다. 본 레이다를 탑재한 FA-18E/F는 F-35 도입 전까지 미 항공모함에서 가장 강력한 전투기종이었다. 190km 떨어진 미그29를 탐지해내고, F-16 전투기를 170km에서 탐지하며, 폭격기를 250km 이상 떨어진 거리에서도 탐지할 수 있다. 2016년 기준으로는 미 항공모함에서 F-35와 더불어 양대 AESA기로서 군림하는 강력한 기종이다.

## 같이 보기
- AN/APG-68
- AN/APG-63
- AN/APG-65
- J/APG-1
- CAPTOR